# Журбиця
Журбиця (біл. Журбіца) — річка в Буда-Кошельовському районі Гомельської області, ліва притока річки Уза (басейн Дніпра). Довжина 6,8 км. Починається на північній околиці селища Нива, гирло за 0,5 км на північний захід від селища Рогозище. Русло каналізоване протягом 4,5 км (гирло — 0,5 км на південь від села Блюдниця).